# Yerkes National Primate Research Center
The Yerkes National Primate Research Center in der Nähe von Atlanta, Georgia, ist eines von sieben nationalen US-Forschungszentren auf dem Gebiet der Primatologie, die vom National Institutes of Health finanziert werden.
Das Forschungszentrum wurde 1930 von Robert Yerkes als Yale Laboratories of Primate Biology mit Sitz in Orange Park, Florida, gegründet. 1965 wurde es von dort nach Atlanta verlegt. Nach seiner Pensionierung im Jahr 1942 wurde Karl Lashley Nachfolger von Yerkes als Leiter des Forschungszentrums. Zugleich wurde es umbenannt in The Yerkes Laboratory of Primate Biology. Seit 2002 trägt die Einrichtung ihren heutigen Namen.
Zu den Forschungszielen von Yerkes gehören insbesondere:
- das Entwickeln von Impfstoffen
- das Verbessern der Therapie von fortschreitenden Krankheiten wie Parkinson und Alzheimer sowie das Entwickeln von Methoden für deren frühestmögliche Diagnose
- die Verbesserung der Behandlung der Autismus-Spektrum-Störung, von Angststörungen und Drogensucht
- die Erforschung der Leistungen des Gedächtnisses und des Erinnerns
- das Vertiefen des Wissens über die biologischen Grundlagen des Verhaltens und dessen Entstehen im Verlauf der Evolution
- das Verbessern der Interpretation von Gehirnaktivitäten mit Hilfe von bildgebenden Verfahren

## Belege
1. ↑  About Yerkes. Auf: yerkes.emory.edu, eingesehen am 15. November 2021.
2. ↑  About Yerkes: History. (Memento vom 11. Juli 2018 im Internet Archive) Auf: yerkes.emory.edu, eingesehen am 15. November 2021.